# Asymbolus
Asymbolus – rodzaj drapieżnych ryb chrzęstnoszkieletowych z rodziny Pentanchidae. 

## Rozmieszczenie geograficzne
Gatunki z tego rodzaju występują w wodach u wybrzeży Australii.

## Morfologia
Długość ciała do 90 cm.

## Systematyka
Rodzaj zdefiniował w 1939 roku australijski ichtiolog Gilbert Percy Whitley w artykule poświęconym taksonomii rekinów i płaszczek opublikowanym w czasopiśmie The Australian zoologist. Gatunkiem typowym jest (oryginalne oznaczenie) A. analis.

### Etymologia
- Asymbolus: etymologia niejasna, autor niw wyjaśnił znaczenie nazwy rodzajowej[1]; prawdopodobnie od gr. negatywnego przedrostka α a; συν sun, συμ sum  ‘razem’; βωλος bōlos ‘guzek’[4].
- Juncrus: etymologia niejasna, autor niw wyjaśnił znaczenie nazwy rodzajowej[1]. Gatunek typowy (oryginalne oznaczenie): Scyllium vincenti Zietz, 1908.

### Podział systematyczny
Do rodzaju należą następujące gatunki:
- Asymbolus analis (Ogilby, 1885)
- Asymbolus funebris Compagno, Stevens & Last, 1999
- Asymbolus galacticus Séret & Last, 2008
- Asymbolus occiduus Last, Gomon & Gledhill, 1999
- Asymbolus pallidus Last, Gomon & Gledhill, 1999
- Asymbolus parvus Compagno, Stevens & Last, 1999
- Asymbolus rubiginosus Last, Gomon & Gledhill, 1999
- Asymbolus submaculatus Compagno, Stevens & Last, 1999
- Asymbolus vincenti (Zietz, 1908)